# Muju
Der Landkreis Muju (koreanisch 무주군, Muju-gun) befindet sich in der Provinz Jeollabuk-do in Südkorea. Der Verwaltungssitz befindet sich in der Stadt Muju-eup.

Lage des Landkreises in der Provinz Jeollabuk-do

Im Landkreis befinden sich der 1614 m hohe Hyangjeokbong (향적봉), der der höchste Berg in der Gebirgskette des Deogyusan (덕유산) ist und im 1975 eröffneten Deogyusan National Park liegt. In dem Park findet man neben dem 30 km langen Gucheondong-Tal auch das Tal Chilyeon mit einem Wasserfall, der sich aus sieben Kaskaden mit sieben zugehörigen Teichen zusammensetzt. Bekannt ist der Landkreis durch sein Wintersportzentrum Muju Resort im Nationalpark.
Bekannte Tempel sind der Baengnyeonsa und der 1277 erbaute Tempel Anguksa, der sich als einziger Tempel in der Festung Jeoksangsanseong befindet. Die Festung ist auf dem Gipfel des Berges Jeoksangsan (1029 m).

## Symbole
Jeder südkoreanische Landkreis hat bestimmte Symbole. Der Landkreis Muju hat folgende Symbole:
- Baum: Eibe
- Blume: königliche Azalee
- Vogel: Mandarinente

## Städtepartnerschaften
- Seo-gu, Südkorea
- Évian-les-Bains, Frankreich